# Labasi-Marduque
Labasi-Marduque (em acádio: ; romaniz.: Lā-bâš-Marduk ou Lâbâši-Marduk; lit.  "Ó Marduque, que eu não tenha vergonha") foi o quinto rei do Império Neobabilônico, filho e sucessor de Neriglissar.

## Reinado
Seu pai, Neriglissar havia assassinado o próprio cunhado, Evil-Merodaque, e reinado por quatro anos (560–556 a.C.). Neriglissar provavelmente morreu em abril de 556 a.C. Os últimos documentos conhecidos datados do reinado de Neriglissar são um contrato de 12 de abril de 556 a.C. em Babilônia e um contrato de 16 de abril do mesmo ano em Uruque. A Lista de Reis de Uruque, concede a Neriglissar um reinado de três anos e oito meses, consistente com a possibilidade de que Neriglissar tenha morrido em abril.
Labasi-Marduque se tornou rei da Babilônia, mas seu reinado foi breve. Beroso erroneamente atribui o reinado de Labasi-Marduque como nove meses (embora seja possível que seja um erro de escriba) e afirma que os "maus caminhos" de Labasi-Marduque levaram seus amigos a conspirar contra ele, resultando no rei criança sendo espancado até a morte. Os conspiradores então concordaram que Nabonido, um dos conspiradores, deveria governar. A Lista de Reis de Uruque dá a Labasi-Marduque um reinado de apenas três meses e as tabuinhas de contrato da Babilônia sugerem que ele pode ter governado por apenas dois meses. No final de junho de 556 a.C., as tabuinhas datadas de Nabonido eram conhecidas em toda a Babilônia. Embora Beroso se refira a Labasi-Marduque quando criança, é possível que ele tenha se tornado rei quando adulto, uma vez que textos comerciais de dois anos antes indicam que Labasi-Marduque estava encarregado de seus próprios assuntos naquela época.
O motivo do golpe contra Labasi-Marduque é desconhecido. É possível que, apesar de Labasi-Marduque e seu pai serem bem relacionados e ricos, eles foram visto como plebeus, sem sangue nobre. Embora Labasi-Marduque sendo o neto de Nabucodonosor II por meio de sua mãe o tivesse tornado conectado à dinastia real, também é possível que ele fosse filho de Neriglissar e outra de suas esposas. Assim, a ascensão de Labasi-Marduque ao trono pode ter significado uma verdadeira ruptura na dinastia de Nabucodonosor e, como tal, ter despertado a oposição da população babilônica. Após a morte de Labasi-Marduque, a considerável riqueza e propriedades da família de Neriglissar foram confiscadas e eventualmente tomadas por Belsazar, o filho de Nabonido, que (como o principal beneficiário) foi provavelmente o principal orquestrador da conspiração contra Labasi-Marduque.